# 佐藤貴史 (宗教学者)
佐藤 貴史（さとう たかし、1976年 - ）は、日本の宗教学者、北海学園大学教授。思想史・宗教学専攻。

## 人物・来歴
北海道生まれ。1999年国士舘大学政経学部二部政治学科卒業、2006年聖学院大学大学院アメリカ・ヨーロッパ文化学研究科博士後期課程修了、「フランツ・ローゼンツヴァイクの新しい思考 時間、永遠性、神」で博士（アメリカ・ヨーロッパ文化学）。2010年聖学院大学総合研究所助教、2011年北海学園大学准教授。

## 著書
- 『フランツ・ローゼンツヴァイク 〈新しい思考〉の誕生』知泉書館 2010
- 『ドイツ・ユダヤ思想の光芒』岩波現代全書、2015

### 翻訳
- マーク・リラ『シュラクサイの誘惑 現代思想にみる無謀な精神』高田宏史,中金聡共訳 日本経済評論社 2005
- 『カール・バルト著作集 13 十九世紀のプロテスタント神学 下(第2部 歴史) 』安酸敏眞,濱崎雅孝共訳 新教出版社 2007
- アルフ・クリストファーセン,クラウディア・シュルゼ編著『アーレントとティリッヒ』深井智朗,兼松誠共訳 法政大学出版局 叢書・ウニベルシタス 2008
- ヒラリー・パトナム『導きとしてのユダヤ哲学 ローゼンツヴァイク、ブーバー、レヴィナス、ウィトゲンシュタイン』法政大学出版局 叢書・ウニベルシタス 2013
- W.パネンベルク『学問論と神学』濱崎雅孝,清水正,小柳敦史共訳 教文館 青山学院大学総合研究所叢書 2014

## 論文
- Cinii

## 注
1. ↑  研究者情報
2. ↑  『ドイツ・ユダヤ思想の光芒』著者紹介